# 延建邵道
延建邵道是清代福建省的一个道，管辖延平府（治今福建省南平市延平区）、建宁府（治今福建省建瓯市）和邵武府（治今福建省邵武市）。
康熙九年（1670年）四月始置，道治在延平府。雍正四年（1726年）为按察使副使衔，咸丰七年（1857年）加兵备衔，光绪三年（1877年）二月，除兵备衔。民国初废。